# Susan Cunningham

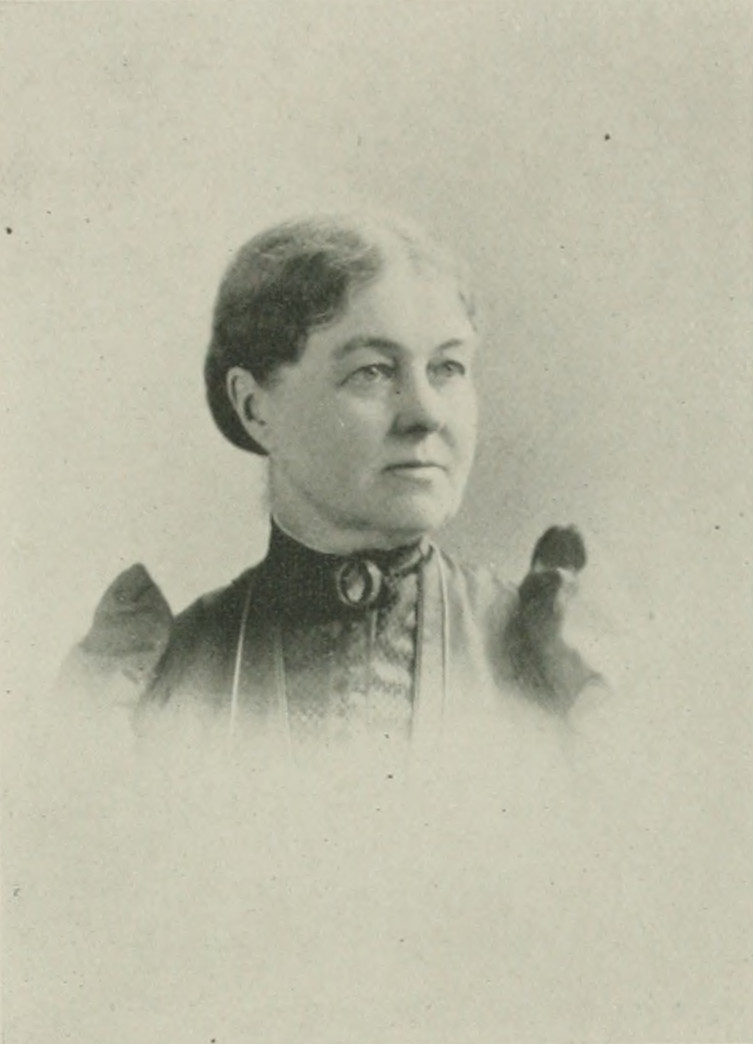
Susan J. Cunningham

 Susan Jane Cunningham  (* 23. März 1842 in Virginia; † 24. Januar 1921) war eine US-amerikanische Mathematikerin, Astronomin und Hochschullehrerin. Sie erhielt 1888 die erste Ehrendoktorwürde der Wissenschaft am Swarthmore College, wo sie seit 1871 Professorin war.

## Leben und Werk
Cunningham studierte von 1866 bis 1867 Mathematik und Astronomie bei Maria Mitchell am Vassar College. Sie studierte diese Fächer auch während mehrerer Sommer an der Harvard University, der Princeton University sowie in England am Newnham College in Cambridge und dem Royal Greenwich Observatory und am Williams College in Massachusetts. 1869 war sie eine der Gründerinnen der Abteilungen für Mathematik und Astronomie am Swarthmore College und leitete beide Abteilungen bis zu ihrer Pensionierung 1906. Sie war die erste Professorin für Astronomie und ab 1871 Professorin für Mathematik am College. 1888 war sie Vorsitzende der Mathematikabteilung und in diesem Jahr erhielt sie die Erlaubnis, die erste Sternwarte in Swarthmore zu planen und auszurüsten. In diesem Gebäude befand sich die Astronomieabteilung und sie lebte dort bis zu ihrer Pensionierung. Es wurde als Cunningham Observatory bekannt, und obwohl es nicht mehr als Observatorium genutzt wird, ist es als Cunningham-Gebäude bekannt. 1888 erhielt sie die erste Ehrendoktorwürde der Wissenschaft am Swarthmore College. 1890 war sie Gründungsmitglied der British Astronomical Association. 1891 wurde sie zum Mitglied der New York Mathematical Society (später American Mathematical Society) gewählt und war eine der ersten sechs Frauen, die dieser Organisation beitraten. 1891 war sie auch Mitglied der Astronomical Society of the Pacific. Bei ihrer Pensionierung 1906 war Cunningham, wie der Präsident der Hochschule aus diesem Anlass hervorhob, der einzige Hochschullehrer in Swarthmore, der dort von Anfang an tätig gewesen war.
Susan Cunningham starb am 24. Januar 1921 an Herzversagen. Der Trauergottesdienst fand auf dem Campus im Swarthmore College Meeting House statt, an dem viele Persönlichkeiten wie der Geschäftsmann und damalige Gouverneur von Pennsylvania, William Cameron Sproul, und der Gesundheitskommissar des Staates Pennsylvania, Edward Martin, teilnahmen. Sproul hatte bereits 1906 auf Cunninghams Anregung hin die Einrichtung einer neuen, Forschungsstandards genügenden Sternwarte in Swarthmore finanziert. Die Studentenzeitung von Swarthmore, The Phoenix, schrieb in einem Nachruf, Susan Cunningham habe „mehr Studenten in Swarthmore betreut als irgendjemand sonst“.